# Cucullia osthelderi
Cucullia osthelderi là một loài bướm đêm trong họ Noctuidae.